# Roslawlew
Roslawlew (russisch Рославлев) ist ein Prosa-Fragment des russischen Nationaldichters Alexander Puschkin, das 1841 postum erschien. Der Text war bereits 1836 im dritten Band der Literaturzeitschrift Sowremennik vorabgedruckt worden.

Noch im Erscheinungsjahr 1831 reagierte Puschkin auf Sagoskins Roman Roslawlew oder die Russen im Jahr 1812. In seiner Episode aus dem Vaterländischen Krieg gegen Napoleon stellt Puschkin – im Gegensatz zu Sagoskin – die Protagonistin Polina als russische Patriotin dar.

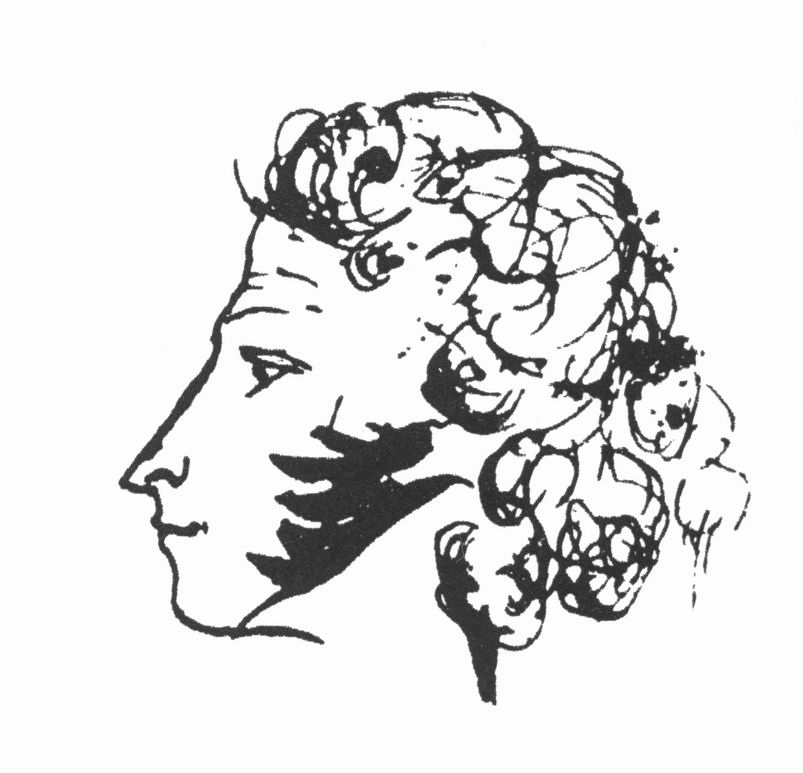
Selbstporträt 1829: Alexander Puschkin

## Inhalt
Die Ich-Erzählerin blickt zurück auf den Winter 1811, als sie – 16-jährig – in die „große Welt“ eingeführt wurde. Sie hatte sich seinerzeit mit Polina angefreundet, weil der damals 22-jährige Bruder sich in jenes Mädchen verliebt und auf diesem Wege Annäherung an deren fürstliches Elternhaus erhofft hatte.
Nach dem Einfall der Franzosen im Frühsommer 1812 konnte Polina ihre Verachtung vor den vielen Mitgliedern der russischen Gesellschaft nicht verbergen, deren Franzosenfreundlichkeit mit einem Mal in Franzosenfeindlichkeit umgeschlagen war. Die sonst bescheidene, ja schweigsame Polina bewunderte öffentlich Napoleons militärisches Genie. Die russischen Damen und Herren in Polinas Umkreis waren darob erblasst, weil sie Denunziation fürchteten. Im Spätsommer nimmt Napoleon Moskau ein. Der Moskauer Adel zieht sich eilig auf seine Landsitze zurück. Polina will den Landsitz ihrer Eltern verlassen, ins französische Lager vordringen und Napoleon eigenhändig ins Jenseits befördern. Die Ich-Erzählerin bringt die neue Charlotte Corday von ihrer fixen Idee ab.
Der Fürst – also Polinas Vater – darf mit Erlaubnis des Gouverneurs einige gefangene französische Offiziere beherbergen. Polina verliebt sich in einen von ihnen. Sinêcourt – so heißt der junge Mann – ist seinem Feldherrn Napoleon nicht so ergeben wie seine gefangenen Kameraden, sondern äußert recht vernünftige Ansichten zur militärischen Strategie und Taktik. Zum Beispiel der Rückzug der russischen Truppen in östliche Richtung – von Moskau aus gesehen – leite Napoleons Ende ein. Dem Kaiser der Franzosen bleibe nur der verlustreiche Rückzug.
Sinêcourt erwidert die Liebe der schönen Polina, weiß aber, dass die Fürstin einem Feinde Russlands nie die Hand ihrer Tochter geben wird.
Der oben genannte Bruder der Ich-Erzählerin hat an der Schlacht bei Borodino teilgenommen und gibt keine Nachricht. Die Ich-Erzählerin und Polina, zwei russische Patriotinnen, vergießen Tränen hochherziger Begeisterung über Kutusows Sieg. Die Ich-Erzählerin kann schließlich Polinas Euphorie nicht mehr folgen. Sie verliert das Bewusstsein, als Polina hingerissen die Todesnachricht entschlüpft: „Dein Bruder... er ist glücklich, er ist kein Gefangener – freue dich: Er ist für die Rettung Rußlands gefallen.“

## Rezeption
Puschkin trete der „nationalistischen Schwarzweißmalerei“ Sagoskins entgegen. Keil hebt Puschkins Beschreibung des Moskau-Besuchs der Madame de Staël anno 1811 hervor.

## Deutschsprachige Ausgaben

### Verwendete Ausgabe
- Roslawlew. Deutsch von Michael Pfeiffer. S. 151–165 in: Alexander Sergejewitsch Puschkin: Romane und Novellen (Bd. 4 in Harald Raab (Hrsg.): Alexander Sergejewitsch Puschkin: Gesammelte Werke in sechs Bänden). Aufbau-Verlag, Berlin und Weimar 1973 (4. Aufl., 504 Seiten)